# Ixora guillotii
Ixora guillotii är en måreväxtart som beskrevs av Bénédict Pierre Georges Hochreutiner. Ixora guillotii ingår i släktet Ixora och familjen måreväxter. Inga underarter finns listade i Catalogue of Life.